# Місячна міль
 «Місячна міль» (The Moon Moth, в іншому перекладі «Місячний метелик») —  наукова-фантастична повість  Джека Венса, опублікована в 1961 році. Повість стала класичною та перекладена есперанто, російською, італійською, французькою, нідерландською, німецькою і польською мовами.

## Назва
Moon moth — назва деяких молей родини сатурнієвих, в тому числі молей роду Argema. Російською «місячна міль» — одна з метеликів роду Argema, а саме Argema mittrei.

## Зміст
Едвард Тіссел, консул, який представляє Об'єднані Планети на планеті Сирена, не може адаптуватися до місцевої культури. Сиренці завжди закривають голови і обличчя масками, що виражають їх настрій і соціальний статус (стракх). Вони спілкуються співом, акомпануючи собі на музичному інструменті, вибір якого в кожному випадку визначається характером розмови, взаємовідносинами між учасниками та їх статусом. Майже будь-яка дія так чи інакше впливає на стракх, який в свою чергу, визначає, що дозволено робити сиренцю. Недотримання етикету легко може стати смертельним. Тіссел, який, за мірками Сірени, погано грає на місцевих музичних інструментах і погано орієнтується в місцевих звичаях, змушений носити жалюгідну маску «місячна міль».
Одного разу він отримує наказ заарештувати або знищити небезпечного вбивцю Гакса Ангмарка, який повинен прибути на Сирену наступним зорельотом. Тіссел отримує повідомлення занадто пізно. Він поспішає в космопорт, але Ангмарку вдається сховатися. Поспішаючи потрапити в космопорт, а також в ході подальшого переслідування Ангмарка, Тіссел робить кілька серйозних порушень етикету.
Наступного ранку в каналі знаходять труп одного із співвітчизників Тіссела. Оскільки Ангмарк не міг би зійти за сиренця, Тіссел приходить до висновку, що він убив одного з експатріатів, надів його маску і зайняв його місце. Крім Тіссела, експатріатів на планеті всього троє. Але Тіссел ніколи не бачив їх без маски, хто ж з трьох — Ангмарк?
Позичивши раба у кожного з трьох, розпитавши рабів про те, які маски зазвичай носять їх господарі і зіставивши це з тим, які маски вони носять зараз, Тіссел знаходить вбивцю. Ангмарку вдається зловити в пастку і зв'язати Тіссела. Зірвавши з Тіссела маску «місячна міль», Ангмарк надягає її на себе і заявляє, що з цього моменту він буде зображувати Тіссела, а його самого вб'є. Щоб принизити Тіссела, Ангмарк змушує його йти без маски по вулиці (нечуване приниження для місцевих). Сиренці, прийнявши Ангмарка за Тіссела, вбивають його за ті порушення етикету, які допустив Тіссел. Тіссел заявляє, що навмисно дозволив зняти з нього маску, щоб перемогти ворога. Оскільки жоден сиренець не наважився б на таке, Тіссела оголошують героєм і пропонують йому маску, яка відображатиме його новий прекрасний стракх .

## Адаптації
У травні 2012 року видавництво  en: First Second Books випустило на основі розповіді однойменний комікс.

## Переклади у вільному доступі
- La Luna Sfingo  [Архівовано 25 квітня 2022 у Wayback Machine.], вільний переклад на есперанто, випущений під ліцензією Creative Commons.